# Hồng xiêm Thanh Hà
Hồng xiêm Thanh Hà là một giống hồng xiêm được trồng phổ biến ở vùng Đồng Bằng sông Hồng và một số tỉnh lân cận, trồng nhiều nhất ở huyện Thanh Hà, tỉnh Hải Dương. Đây là nguồn gen bản địa quý hiếm cần thiết được bảo tồn theo Quyết định số 80/2005/QĐ-BNN ngày 05/12/2005 của Bộ Nông nghiệp và Phát triển nông thôn, là đặc sản thiên nhiên nổi tiếng ở Việt Nam.
Ở Hải Dương, xã Thanh Sơn (thuộc huyện Thanh Hà) là xã trồng giống hồng xiêm Thanh Hà nhiều nhất Đồng bằng Sông Hồng với 1.700 hộ gia đình trồng, 18.700 cây. Những cây Hồng xiêm Thanh Hà đầu dòng đã được đã tuyển chọn để lưu giữ và nhân giống.

## Một số đặc điểm

### Rễ cây
Thông thường các giống hồng xiêm tại Việt Nam có rễ cây ăn nông, 90 – 92% khối lượng bộ rễ tập trung ở tầng đất 0 – 40 cm. Độ lan xa của rễ cách gốc 150 – 250 cm, tuy nhiên 80 – 85% khối lượng rễ tập trung quanh gốc 0 – 100 cm. Tuy nhiên, Hồng xiêm Thanh Hà là giống có bộ rễ khỏe hơn, ăn sâu và rộng hơn các giống khác, do đó, Hồng Xiêm Thanh Hà có bộ khung tán khỏe hơn, cây nhiều lá hơn và cho năng suất cao hơn.

### Thân và tán
Cũng như các giống hồng xiên khác, Hồng xiên Thanh Hà chủ yếu có một thân chính, thân cao 10 – 15 m, có những cây trên 20 m; vỏ thân màu nâu sẫm, dày, sần sùi. Hồng xiêm Thanh Hà có tán dày và rộng, tán dạng hình cầu, rậm rạp, nhiều cành lá, mọc khỏe hơn nhiều giống phổ biến khác; tán mỗi cây trưởng thành chiếm diện tích khoảng 42 - 80 m2

### Lá
So với các giống hồng xiêm khác, Hồng xiêm Thanh Hà có nhiều lá, lá nhỏ, mỏng, dài, màu xanh đậm, bóng, nhẵn, mép lá thẳng, không vênh theo hình cung không gợn sóng. Lá mọc so le, tạo thành chùm ở ngọn các cành nhánh nhỏ; lá xanh quanh năm, thông thường chỉ già mới rụng như các giống khác.

### Hoa
Như các giống khác, Hồng xiêm Thanh Hà có Hoa nhỏ, trắng, không mùi, có lông tơ ở mặt ngoài. Khi nở có đường kinh 1 – 1,5 cm, cuống nhỏ và dài 1 – 2 cm. Mầm hoa xuất hiện ở nách lá, phát triển thành nụ và nở hoa, kết trái. Thướng 5 – 15 nụ/nách lá. Hoa mọc ở gần ngọn nhánh. Thời gian xuất hiện nụ đến khi nở khoảng 32 – 34 ngày. Hoa hồng xiêm Thanh Hà nở từ buổi sáng đến buổi trưa, nhưng rộ nhất là từ 6 đến 8 giờ sáng.
Tỷ lệ hoa đậu thành quả ở Hồng xiêm Thanh Hà là khá cao, đạt trên 11,96% so với tổng số hoa nở. Tỷ lệ này cao hơn một số giống cây ăn quả khác (Hồng Xuân Đỉnh là 9,89%; cam, quýt 1 - 2,1%, cao nhất đạt 5%).

### Quả
Quả dạng hơi tròn, nặng 80 g/quả. Vỏ quả mỏng, có một lớp phấn trên bề mặt khi chín, màu vàng nâu. Quả chín ăn ngọt, nhiều cát nên còn gọi là hồng xiêm cát, có màu nâu đỏ. Một quả có từ 1 – 4 hạt. Hạt dẹt, có màu đen hoặc nâu bóng, có ngạch bên.

## Thời vụ
Thời vụ muộn hơn so với hồng Xuân Đỉnh. Một năm, Hồng xiêm Thanh Hà cho thu hoạch hai vụ. Vụ Mùa, cây ra hoa tập trung từ tháng Tư đến tháng Năm năm trước và cho thu hoạch từ tháng Hai đến tháng Năm năm sau. Vụ Chiêm, cây ra hoa tập trung từ tháng Tám đến tháng Chín năm trước và cho thu hoạch vào tháng Bảy đến tháng Chín năm sau. Các quả trong một lứa thường ra cách nhau rất xa 1-30 ngày nên thời gian chín không tập trung.

## Năng suất
Cây 4 năm tuổi, đạt 12,01 kg/năm (tương ứng 150 quả/cây/năm). Cây 7 năm tuổi, đạt 26,39 kg/năm (tương ứng 700 quả/năm). Cây 12 năm tuổi đạt 46,51 kg/năm. Cây 17 năm tuổi đạt 81,80 kg/năm (1.022 quả/năm). Cây 22 năm tuổi đạt 90,70 kg/năm. Hồng Xiên Thanh Hà có năng suất cao hơn các giống hồng xiếm khác trồng ở các tỉnh phía Bắc từ 20 – 25%. Sự sai khác này là do cây có bộ rễ khỏe, tán rộng, nhiều cành, nhiều lá

## Sâu, bệnh, hại
Hồng xiêm ít bị sâu bệnh phá hoại. Một số loại sâu thường tấn công như: sâu đục cành, sâu đục quả, ruồi hại quả, rệp sáp hại cây, ngài hại lá. Một số bệnh thường gặp như: bệnh đốm trên than, bệnh đốm lá... Cần chống gió, bão do: bộ dễ ăn nông, cây rất dễ đổ; quả thường va chạm gây dập. Cần chống ngập, úng.